# 길은규
길은규(1976년 10월 4일 ~ )은 대한민국의 가수이다.

## 경력
- 동그라미재활원 홍보대사

## 음반
- 2006년 1집 으쌰으쌰

## TV 게스트
- 2007년 3월 17일 KBS1 가족오락관